# Camp Randall Stadium
 (mai 2018).
Si vous disposez d'ouvrages ou d'articles de référence ou si vous connaissez des sites web de qualité traitant du thème abordé ici, merci de compléter l'article en donnant les références utiles à sa vérifiabilité et en les liant à la section « Notes et références ».
Le Camp Randall Stadium est un stade de football américain de 76 057 places situé sur le campus de l'université du Wisconsin-Madison à Madison (Wisconsin). L'équipe de football américain universitaire des Badgers du Wisconsin évolue dans cette enceinte inaugurée en 1917. Ce stade est la propriété de l'Université du Wisconsin.
À son inauguration en 1917, l'enceinte compte 10 000 places. Plusieurs fois agrandi, le stade peut accueillir 51 000 spectateurs en 1951, 63 435 en 1963, 77 745 en 1967, 80 321 en 2005 puis 76 057 en 2024.
En 2005, les Badgers comptaient 69 290 abonnés à la saison et la moyenne de spectateurs sur les six matches joués à domicile fut de 82 551 spectateurs payants. Le record d'affluence culmine à 83 069 spectateurs le 6 novembre 2005. Ainsi, la capacité officielle du stade est purement indicative.